# Juliusz Bijak
Juliusz Bijak (* 14. September 1860 in Biadoliny; † 21. April 1943 in Wadowice) war Generalmajor der kaiserlich-königlichen Armee und Generalmajor der polnischen Armee.

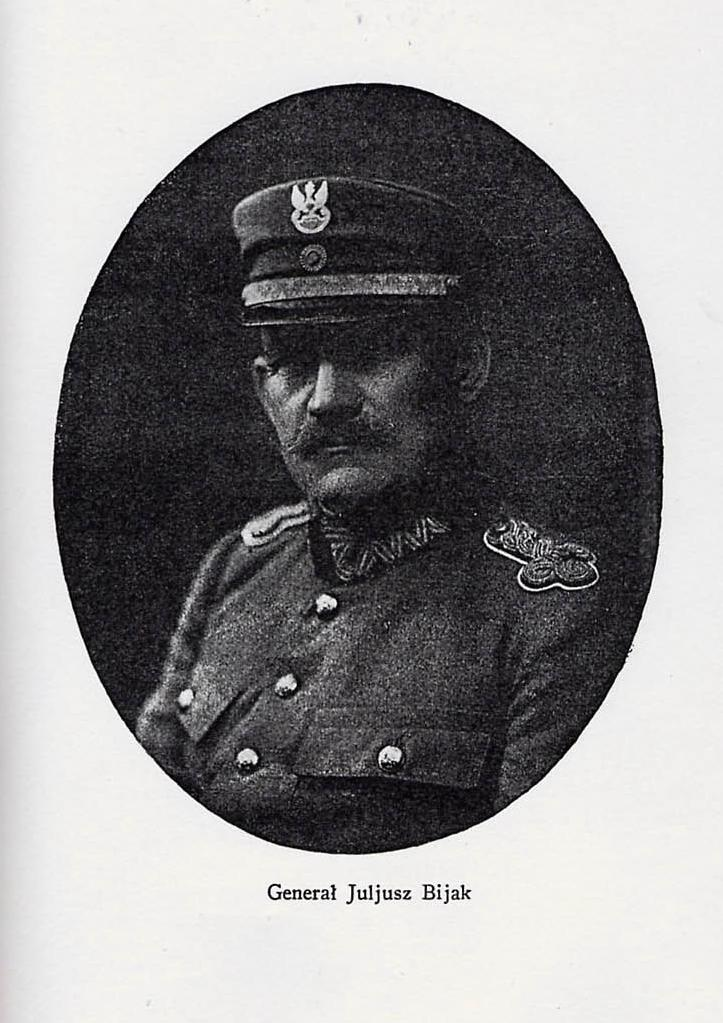
General Juliusz Bijak

## Lebenslauf
Sein militärischer Werdegang begann am 10. August 1878. An diesem Tag trat er seinen einjährigen Freiwilligendienst im Galizischen Infanterieregiment Nr. 56 an. Ein Jahr später begann er ein zweijähriges Studium an der Technischen Hochschule in Wien (heute Technische Universität Wien), um sich schließlich für die Fortsetzung der militärischen Karriere in seinem ursprünglichen Regiment zu entscheiden. Am 1. März 1914 übernahm er das Kommando über das Galizische Infanterieregiment Nr. 57. Bereits sechs Monate später, am 14. September 1914, gerät er verletzt in russische Kriegsgefangenschaft. Aufgrund seiner angeschlagenen Gesundheit wird er im Januar 1918 freigelassen und den dänischen Behörden übergeben. Im April kehrt er nach Österreich zurück, wird Generalmajor und nach vier Monaten Urlaub dem Kommando der 33. Infanterie-Truppendivision in Italien zugeteilt. Am 6. November 1918, unmittelbar nach der Auflösung der Österreich-Ungarischen Monarchie, meldet er sich in Krakau für den Dienst in der Polnischen Armee. Von November 1918 bis August 1920 ist er kommandierender Offizier für die Verteidigung von Przemyśl und des Landkreises Bielsko sowie Vorsitzender des Grenzausschusses in Posen zur Neudefinition der polnischen Grenzen. Weiterhin war er Teil der Kommandantur des militärischen Generalbezirks Pommern und von August bis November 1920 kommandierender Offizier der Festung und des Abschnitts Chełmno.
Am 1. Mai 1920 wurde er rückwirkend mit 1. April 1920 zum General-Unterleutnant ernannt. Dieser Schritt beruhte wohl auf der allgemeinen Änderung der Militärgrade vom 27. März 1919, wonach der ursprüngliche Generalmajor zum General-Unterleutnant wurde. Am 1. April 1921 trat Juliusz Bijak seinen Ruhestand an. Er zog von Krakau nach Wadowice und veröffentlichte 1929 seine "Erinnerungen an den Militärdienst". Am 26. Oktober 1923 bestätigte der Präsident der Republik Polen, Stanisław Wojciechowski, die Ernennung Bijaks zum Generalmajor der Polnischen Armee. Nach seinem Tod am 21. April 1943 wurde er auf dem Pfarrfriedhof von Wadowice bestattet.

## Bibliographie
- Waldemar Bałda, Generał aus Biadoliny, "TEMI", 9. Juni 2010.
- Tadeusz Kryska-Karski i Stanisław Żurakowski: Generäle des unabhängigen Polens, Editions Treffen, Warschau 1991, Ausgabe II, ergänzt und korrigiert, S. 32.
- Piotr Stawecki, Biographisches Lexikon der Generäle der polnischen Armee 1918–1939, Herausgeber Bellona, Warschau 1994, ISBN 83-11-08262-6.
- Jan Rydel, Im Dienste des Kaisers und Königs: Generäle und Admirale polnischer Angehörigkeit in der kaiserlich und königlichen Armee in den Jahren 1868–1918, Akademische Buchhandlung, Krakau 2001, ISBN 83-7188-235-1.

| Personendaten    | Personendaten                                                               |
| ---------------- | --------------------------------------------------------------------------- |
| NAME             | Bijak, Juliusz                                                              |
| KURZBESCHREIBUNG | polnischer Generalmajor der k.u.k. Armee, Generalmajor der polnischen Armee |
| GEBURTSDATUM     | 14. September 1860                                                          |
| GEBURTSORT       | Biadoliny                                                                   |
| STERBEDATUM      | 21. April 1943                                                              |
| STERBEORT        | Wadowice                                                                    |